# Billinghay

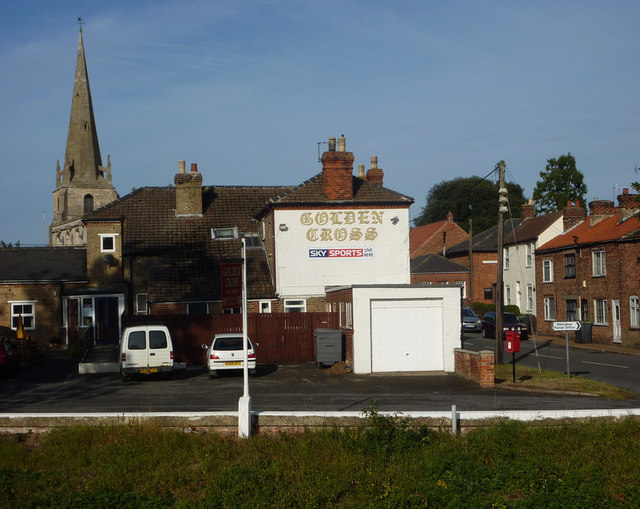
Blick auf Billinghay von der Main Road

Billinghay ist ein Ort im District North Kesteven der englischen Grafschaft Lincolnshire. Der Ort liegt ca. 11 km nordöstlich von Sleaford.

## Geschichte
Die Siedlung ist im Domesday Book genannt. 1986 wurde Ballon (Sarthe) die Partnergemeinde des Ortes.
2001 war die Einwohnerzahl 1808. Die örtliche Lafford High School wurde 2008 wegen zu geringer Schülerzahl geschlossen, sodass es nur noch eine Grundschule gibt.

## Kultur und Sehenswürdigkeiten

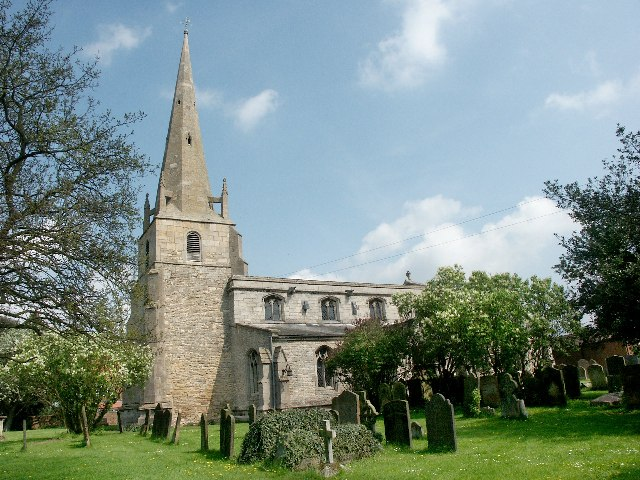
St Michael and All Angels in Billinghay

Die Kirche St Michael und All Angels hat ihren Ursprung im Mittelalter und ist daher in der Statutory List of Buildings of Special Architectural or Historic Interest verzeichnet. Sie wird genutzt von einer anglikanischen Gemeinde.
Kirchturm und Turmspitze wurden 1787 neu aufgebaut. Das nördliche Seitenschiff wurde 1856 erneuert. 1912 wurde die Turmspitze ersetzt. Im Inneren sind Arkaden mit vier Spitzbögen aufgeführt. Die nördliche Bogenreihe hat oktogonale Pfeiler. Die südliche Bogenreihe hat Vierpass-Pfeiler. Im Altarraum gibt es eine kleine Piscina mit Kielbogen. Im Osten findet sich ein farbiges Fensterglas von 1888.

## Persönlichkeiten
- Michael Gilbert (1912–2006), Schriftsteller